# تاج شکسته
تاج شکسته (اسپانیایی: La corona partida‎) یک درام تاریخی اسپانیایی است که در سال ۲۰۱۶ منتشر می‌شود.

## گزیدهٔ بازیگران
- رودولفو سانچو در نقش فرناندوی دوم، پادشاه آراگون
- ایرنه اسکولار در نقش خوآنای یکم
- رائول مریدا در نقش فیلیپ زیبا
- ائوسبیو پونسلا در نقش فرانسیسکو خیمنز دی سیسنروس
- فرناندو گی‌ین کوئربو در نقش فوئن‌سالیدا
- خوزه کرونادو در نقش ماکسیمیلیان یکم، امپراتور مقدس روم
- اورسولا کوربرو در نقش مارگارت آستوریاس
- سیلویا آلونسو در نقش ژرمانا دِ فوش
- آینُوا سانتاماریا در نقش بئاتریس